# Fallin' for You
Fallin' for You is een nummer van de Amerikaanse zangeres Colbie Caillat uit 2009. Het is de eerste single van haar tweede studioalbum Breakthrough.
Volgens Caillat gaat het nummer over vallen voor een man met wie je bevriend bent. "Fallin' for You" leverde Caillat in een aantal landen een bescheiden hit op. Zo bereikte het in de Amerikaanse Billboard Hot 100 de 12e positie. In Nederland bereikte het de 5e positie in de Tipparade, en ook in de Vlaamse Ultratop 50 kwam het tot de 12e positie.

## Tracklijst
Europese CD-single
1. "Fallin' For You" – 3:40
2. "Hoy Me Voy" (featuting Juanes) – 3:22

Europese maxi-CD single
1. "Fallin' For You" – 3:40
2. "Hoy Me Voy" (featuring Juanes) – 3:22
3. "Something Special" – 3:06
4. "Turn Your Lights Down Low" (live) – 5:56